# Jewel (canción)
Jewel es una canción de la cantante japonesa Ayumi Hamasaki, incluida al interior de su álbum de estudio "Secret" como la séptima pista. La canción fue escrita por Ayumi Hamasaki, compuesta por Tetsuya Yukumi y arreglada por Shingo Kobayashi; ambos han trabajado anteriormente con Hamasaki en numerosas canciones lanzadas anteriormente.

## Detalles
La canción inicialmente fue mostrada dentro de los comerciales de las cámaras digitales LUMIX modelo FX07 de la empresa Panasonic, casi de forma contemporánea con el tema 1 Love. Se tenían varias especulaciones acerca de un posible sencillo de doble cara entre Jewel y 1 Love, pero finalmente eso no ocurrió y fue lanzado el álbum "Secret" con el menor número de sencillos en toda la carrera de Ayumi Hamasaki: sólo dos. A pesar de no haberse convertido en un sencillo promocional para Secret oficialmente, Jewel se convirtió en la canción imagen de éste, siendo el único tema utilizado por Ayumi para promocionar en presentaciones en televisión y otros eventos, aparte de la fuerte rotación del video musical que fue creado.
El video musical del tema, estrenado el 20 de noviembre de 2006 también causó gran noticia entre los medios japoneses, al traspasarse la información de que para su creación fueron gastados más de 100 millones de yens en decoración con joyas reales, el traje y demases. Este video es uno de los más caros hechos por un artista de Japón hasta el día de hoy, y también uno de los más caros de la historia.
El significado del título no es tan banal para referirse a la joyería. A pesar de que se entienda literalmente como Joya, Jewel tiene su significado hacia algo muy preciado para Ayumi, que en el caso de las letras se refiere claramente a su amante. Jewel es también uno de los pocos temas baladas presentes al interior del álbum Secret.

## Versiones
- Jewel - la versión original disponible en el álbum Secret
- Jewel ～orchestra version～ - versión original con instrumentos clásicos agregados, como el violín. Esta versión sólo ha sido cantada en vivo por la artista y no está disponible en ningún lanzamiento original.

- Datos: Q9011725